# Geutieeumpeedara
Geutieeumpeedara är ett berg i Indonesien.   Det ligger i provinsen Aceh, i den västra delen av landet, 1 800 km nordväst om huvudstaden Jakarta. Toppen på Geutieeumpeedara är 420 meter över havet.
Terrängen runt Geutieeumpeedara är huvudsakligen kuperad, men åt nordväst är den bergig.Runt Geutieeumpeedara är det ganska tätbefolkat, med 86 invånare per kvadratkilometer. I omgivningarna runt Geutieeumpeedara växer i huvudsak städsegrön lövskog.